# 弾倉

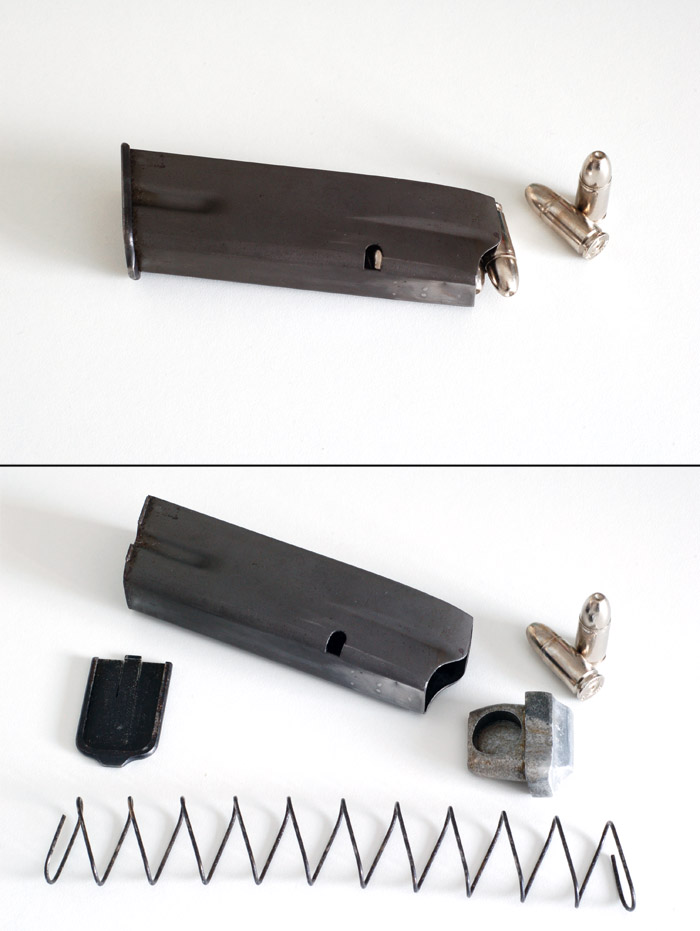
FN ブローニング・ハイパワー用ダブルカラム式箱形弾倉と、その分解状況

弾倉（だんそう、英: Magazine）は、火器の弾薬をあらかじめ装填しておき、発射の際に次弾を供給するための銃の部品のひとつである。英語の発音をそのまま借りてマガジンとも言う。

## 概要

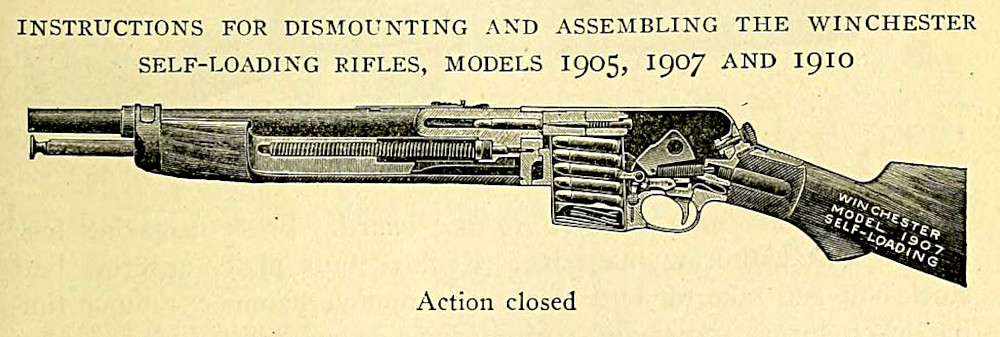
ウィンチェスター M1907の断面図。弾薬は着脱式の箱型弾倉に収められており、そこから薬室へと送られている

銃砲に弾薬を最初に装填する時や、火器が一発の弾薬を発射し終えたあと、弾倉の中の弾薬が自動または手動で薬室に送り込まれる。外付けのもの（脱着式）と、銃に内蔵されているもの（固定式）がある。前者は自動拳銃や短機関銃・自動小銃・軽機関銃に、後者はボルトアクション方式などの手動火器でよく見られる。改造品や模造品、また、正規品であったとしても"仕様"として極稀にオートマチック式で固定式の物もあれば、回転式で脱着できるものもあるため、一概には言えない。
英語圏では、しばしばクリップ（Clip）とマガジン（Magazine）という用語が同一視される。装填の補助具である挿弾子と、射撃に際し弾薬を保持する弾倉を厳密に区別するべきとする立場がある一方、組織や国による定義の差のため、これらを厳密に分離することは困難とする立場もある。例えば、イギリス軍が1929年に作成した『小火器教本』（Textbook for Small Arms）では、弾倉に弾薬を装填するための器具、すなわちアメリカにおいてストリッパー・クリップと称される種類の挿弾子を、チャージャー（Charger）と定義し、弾薬と共に弾倉に装填され、弾倉が空になった時点で排出される器具、すなわちアメリカにおいてエンブロック・クリップと称される種類の挿弾子を、クリップ（Clip）と定義する。また、発射に備えて弾薬を保持する武器の一部を、マガジン（Magazine）と定義する。元々は固定式弾倉を備えるボルトアクション式歩兵銃を念頭に置いた定義だが、これに従えば、例えばピストルなどの弾倉は銃本体から構造上分離しているため、マガジンではなくクリップに含まれうるとも解釈できる。この他、回転式拳銃の輪胴（リボルバーのシリンダー）は薬室を複数束ねたものだが、これも弾倉の範疇に含めたり、機関銃では長大な弾帯を収めた弾薬箱を直接取り付けて弾倉同様に扱うことが多い。
弾倉にはいくつかの種類があるが、最も一般的なものは脱着式であり、箱形のもの（ボックスマガジン）が多い。

## 歴史
単発式銃に共通する欠点は、再装填に掛かる時間である。連発銃はこの欠点を解決するために開発された。その黎明期には、多銃身銃が多く見られた。すなわち、1丁の銃に複数の銃身および閉鎖機構を取り付けることで、連続射撃を実現したのである。しかし、銃身が2本以上になると非常に重く使いづらくなる。そこで、手動で回転する複数の銃身と単一の閉鎖機構を備える方式、1つの銃身に複数の装薬を重ねる方式、薬室の位置を手動で合わせる方式など、より軽量な構造が様々試みられた。この過程で生まれたのが回転式銃（リボルバー）であった。
初めて量産された弾倉付連発銃は、1779年に発表されたジランドーニ空気銃であると言われている。この銃は20連発の固定式チューブ型弾倉を備えていた。1848年には、アメリカでチューブ型弾倉とレバーアクション機構を備えたヴォルカニック連発銃が開発された。この銃の設計は、後にヘンリー銃およびウィンチェスター銃として発展した。
1850年代から60年代には、ロータリー型弾倉が開発された。1885年にオットー・シェーナウアーが取得した特許は、この形式の弾倉としては最初のものと言われている。シェーナウアーはこの方式の弾倉を採用した小銃として、マンリッヒャー＝シェーナウアーを開発した。アーサー・ウィリアム・サベージは、1893年に別の形式のロータリー型弾倉を開発した。ロータリー型弾倉は、チューブ型弾倉よりも尖頭弾を安全に収納しうる形式として考案された。箱型弾倉も、同様に尖頭弾を取り扱うために考案され普及した。
1878年、ウィスコンシン州ミルウォーキーの時計職人兼銃職人ジェームズ・パリス・リーが、ボルトアクションライフルの5発入りの着脱式箱型弾倉を発明し、特許を取得した。
翌1879年、老舗銃器メーカーのレミントン社がリーと契約し、新型弾倉を備えた銃の発売を始めたが、当時レミントン社は経営危機にあったこともあり、商業的には失敗に終わった。1886年、リーはレミントンに見切りをつけ、イギリスに渡り、王立小火器工廠と契約した。こうして生まれたリー・エンフィールド銃は大成功を収め、イギリス軍の長寿シリーズとなった。
第二次世界大戦期にかけての小銃のマガジンは固定式が主流で、着脱できる製品もあったがあくまで分解清掃の際に邪魔にならないようにという配慮からで、予備弾倉を携行して弾切れ時に交換するものではなかった（SMLEやSVT-40など）。

## バリエーション

### ボックスマガジン

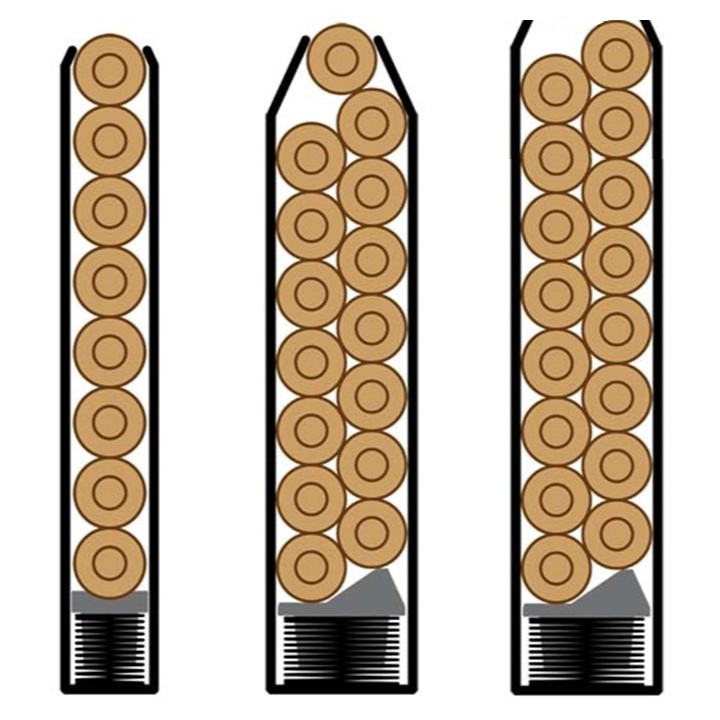
箱型弾倉の構造の種類。左からシングルカラム、ダブルカラム・シングルフィード、ダブルカラム・ダブルフィード

もっとも一般的な弾倉で、箱型のケースの中に弾薬が一列、あるいは互い違いに並べられ、普通は弾薬は底部に固定されたバネの先についた送り板（フォロアー）で押し上げられており、開口部には勝手に飛び出さないように留め金が付けられているか、開口部側面が曲げ加工されている（この「曲げ」をマガジンリップと言う）。特にライフル弾はテーパーがかかった先細りの形状であるため、装弾数が20発を越えると湾曲してバナナ型になることが多い。一部の弾倉は、クリップ（挿弾子）で簡単に装填することができる。
一般的には銃の機関部の下側に取り付けられるが、第二次世界大戦までは弾倉バネの負荷を軽減するため、また地面に伏せて射撃する際の邪魔にならないよう上部や側面に差し込む方式も存在する。
構造の単純さゆえに安価で比較的信頼性が高いという利点があるが、装弾数を増やし過ぎると、弾薬の重量を駆動するバネもより強力なものが必要になり、弾倉への負荷（特にマガジンリップ）や、給弾不良のリスクや装弾時の労力が増す。また弾倉が長すぎるようになり、銃から大きく突出して保持射撃の障害となるため、大容量化には限度がある。
廉価な薄鋼板プレス製のものが多い。冷戦中からは合成樹脂製のものも採用されるようになり、近年では半透明素材を用いたり、内部を見るための窓を設けたりして、残弾数を判りやすくしたものも存在する。弾薬を撃ち尽くしたら回収・再利用するのが基本だが、緊急を要する戦闘時には、使用済みの空弾倉がそのまま放棄される場合もある。
シングルカラム
初期からある基本的な形態は内部に弾薬が一列に並ぶもので「単列式」または「シングルカラム式」という。
装弾数が弾倉の長さに直接比例するため、自動拳銃では多くても7発ないし10発しか装填できないものが多く、後述するダブルカラムが登場した。
しかし、弾倉を銃把（グリップ）に収める拳銃やサブマシンガンではダブルカラムにするとグリップも太くなり、銃の取扱に影響する。日本の陸上自衛隊が新型拳銃を導入する際、ダブルカラム式拳銃の銃把は日本人の手には大きすぎるという理由から、装弾数を犠牲にしてシングルカラム式のSIG SAUER P220が採用されている。しかし、SAT（特殊急襲部隊）やSIT（特殊捜査班）、SST（海上保安庁特殊警備隊）、SBU（海上自衛隊特別警備隊）などはダブルカラム式の拳銃も採用している。なお、近年は日本人の体格も昔に比べ、一段と良くなっているため、ダブルカラム式の自動式拳銃を問題無く握れる人は男女問わず多い。
また、シングルカラム式でもデザートイーグルやオートマグIIIのように、マグナム弾やカービン弾など、全長の長い特殊な弾薬を使用するために握りにくい製品もあれば、ダブルカラム式でもCz75やブローニングHPなど人間工学を利用したり、射手のことを考慮して手の小さな人でも握りやすくした製品もあり、両者の優劣を一概には判断できない。
小銃弾を使う火器では、マドセン機関銃やジョンソンM1941軽機関銃がシングルカラム式弾倉を採用している。後者については、装弾数は20発と標準的だが、銃の左側面に弾倉が大きく突き出る形となる。派生型のドロール軽機関銃初期型は薬莢のリムがせり出した.303ブリティッシュ弾用のため、弾倉の湾曲・突き出しがさらに顕著となった。ショーシャ軽機関銃にいたっては、リム付き薬莢に強くテーパーがかかった弾薬を20発収納するため、半円形でかさばる弾倉を採用している。
ダブルカラム
弾倉の幅を拡げ、互い違いに装填していくことで装填数を増やす工夫がなされたもので、「複列式」または「ダブルカラム式」という。
ダブルカラム式の弾倉には、開口部が一列に絞り込まれて弾薬を一発ずつ抜き出す「シングル･フィード」方式と、絞り込まれないまま二列の弾薬を交互に抜き出す「ダブル･フィード」方式がある。前者は強度において勝り破損の危険性も少なく、弾薬が必ず同じ位置から給弾されるため銃本体の設計もシンプルになるが、手動での装填が比較的難しく、弾倉内で二列の弾薬が一列に絞り込まれる際に摩擦が生じ、目詰まりが起こって給弾不良を起こす危険性がある。一方後者は手動での装填が比較的容易で、目詰まりの危険性も低いが、弾薬が左右から交互に給弾されるため銃本体の設計がやや複雑になり、遊底などの全幅を確保する必要がある。マガジン自体については、開口部が大きく開いてしまうため内蔵ばねの劣化によって弾薬が飛び出したり抜け落ちたり、破損変形して給弾不良を起こす危険性がある。サイズに制約が多い拳銃ではシングル・フィードが、対照的に自動小銃ではダブル・フィードが多く採用されている。
さらに、スオミ KP/-31短機関銃やスペクトラ M4短機関銃のように、4列が並んだ「複々列式」も存在し、ドラムマガジンに近いレベルの大容量化が可能だが、重すぎて取り回しが悪くなる問題も生じあまり普及していない。

### ドラムマガジン
多くの弾丸を収納し、ゼンマイ動力で送り出す円筒形の弾倉。近年のものには、後方が透明のプラスチック製で残弾が容易に確認できるものもある。
構造が複雑で目詰まりしやすい上にコストが高く、重くかさばるため複数個を持ち運ぶことが難しい。装弾時に強力なゼンマイの力で指を骨折や切断してしまう事故もしばしば起こったため、特に第二次世界大戦後は軍用としては少数派である。この他、軽機関銃用として弾帯を丸めて収納しただけで、中身にゼンマイなどの給弾機構を備えないドラムマガジン型コンテナもある。また、それから派生した単なる布袋の弾倉もある。

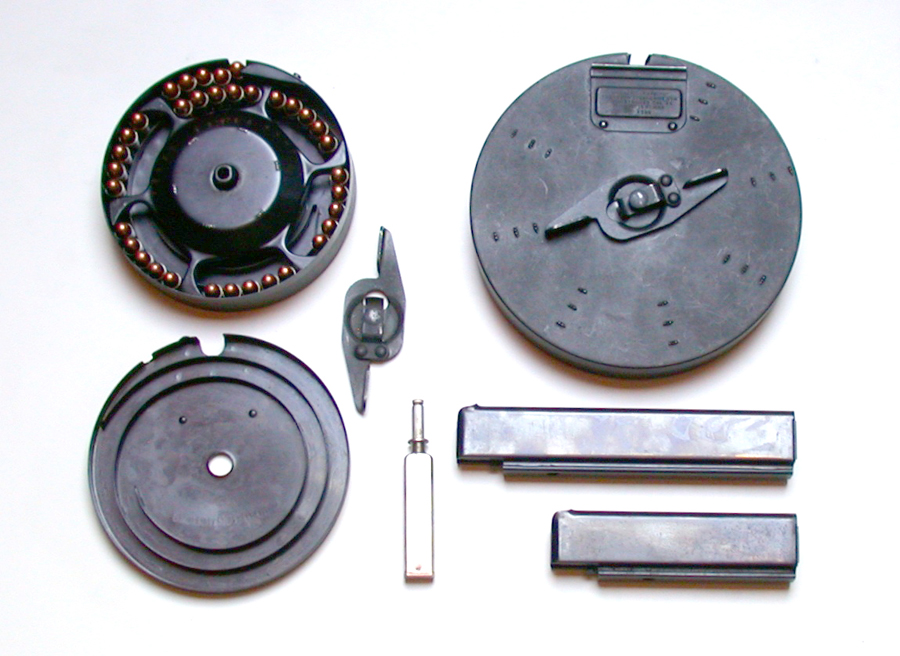
トンプソン・サブマシンガン用のドラムマガジン
ベータ Cマグ（英語版）の構造図

### パンマガジン
「パン」とは平たい鍋のことであるが、日本語では円盤型、皿形とも呼ばれる弾倉。ドラムマガジンの一種とみなされる場合もある。ルイス軽機関銃用のパンマガジンは下面が開放されており、内部の螺旋状の溝が切られた中心軸に弾頭を挿し込んで保持されており、ボルトを動かすガスピストンによって弾倉が回転し、装填位置へ送り出す。
またDP28軽機関銃では円盤型保弾板上に先端を円の中心に向けてぐるりと配置され、弾薬の出てくる穴の空いたマガジン下部は固定されているが、上部はゼンマイ動力で回転する。
パンマガジンは使用する弾薬が旧式で、薬莢がリム付き（.22LR弾、7.62x54mmR弾、.303ブリティッシュ弾など）であることが多く、ほとんどの場合、薬室上部に水平に設置されるが、シャテルロー（Chatellerault） M1931のように側面に垂直に設置されるものもある。
装弾数は多いが大型で重く、物によってはぶつけたり落としたりすると変形・破損しやすいなど問題もあり、現代ではこの形式を採用している銃はごく少ない。

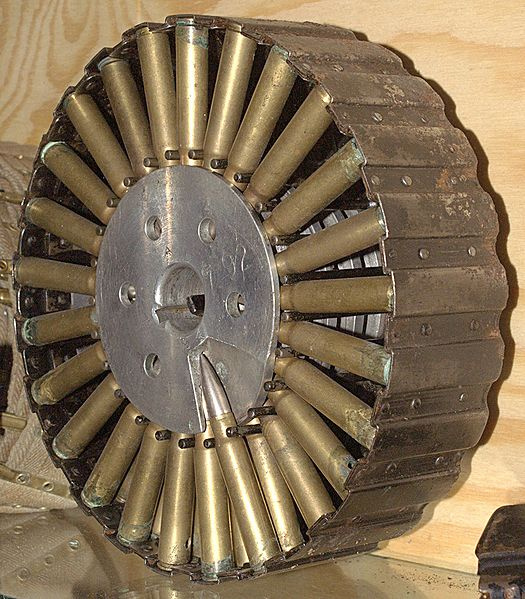
ルイス銃のパンマガジン

### ヘリカルマガジン
細長い円筒形または多角柱で、内部の螺旋状の溝に多くの弾丸を収納し、銃の前方下部や後方上部に銃身と並行に取り付けられる。スパイラルマガジンとも呼ばれる。
採用例はキャリコM100やPP-19 ビゾンなど。比較的新しい形式で、採用している銃はごく少ない。
多数の弾薬をコンパクトな空間に収められるという利点があるが、構造が複雑な上、前後に細長い形状のため残弾が減少するにつれて弾倉の、そして銃全体の重心位置が変わってバランスが崩れる。更に大型で重く、装着時に作動用発条のテンション調整に手間が掛かるという欠点がある。

### チューブマガジン

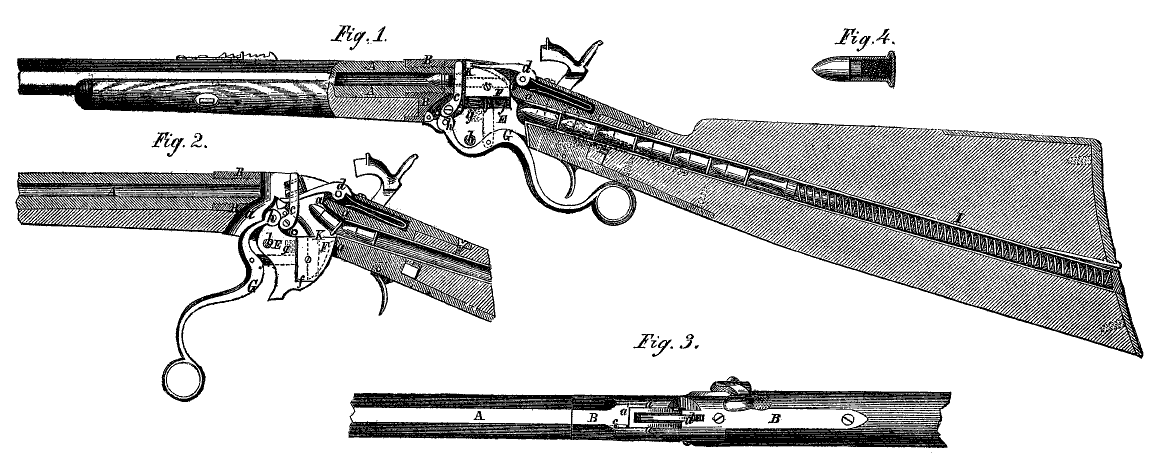
スペンサー銃の断面図。銃床内にチューブマガジンが内蔵されている

細長い形の管状弾倉。脱着式の場合もあるが、その長さから来る取り扱いにくさから固定式である場合が圧倒的に多い。単純な円管とコイルスプリングで製作できるため、歴史的に最初に実用化された弾倉形式であり、まだ前装式単発銃の時代、1779年のジランドーニ空気銃まで遡るとされる。後にウィンチェスターライフル他のレバーアクション型小銃に採用され、現代では散弾銃用として使用されている。多くの場合、銃身下へ並行して取り付けられるが、スペンサー銃のように銃床に内蔵される場合もある。
実包は一列に並べられるので、センターファイア弾では尖頭弾が一発前の実包の雷管に干渉するため、暴発を防止するために平頭弾しか使えないとされている。例外として、ルベルM1886小銃は弾丸の先端をその一発前の薬莢部に雷管を避ける角度で当てるよう設計されており、尖頭弾の使用を可能にしている。その他にヘリカルマガジン同様、発射に伴って重心位置が移動してしまうなどの欠点がある。

### その他
この他、銃上部に寝かせて設置され、装填直前に弾倉内部で実包が90度回転する機構をもつ特殊な細長いボックスマガジンや、複数本のチューブを束ね、手動で回転させることでチューブを素早く切り替えることができる手動回転式チューブマガジン、ロータリーマガジンなどがある。
内蔵型では、ボックスマガジンと同じ原理だが実包を手動で一発ずつ、ないしストリッパー・クリップを用いて一括で装填するボックス型、脱着式の挿弾子を実包ごと押し込み装填するエンブロック・クリップ型、ロータリー型、垂直に立てた円盤へ360°放射状に実包を全周配置するターレット型、銃身内部に複数の弾薬を連ね、いわば銃身兼弾倉であるメタルストームなど。
多数の弾薬を確実に押し出せるバネや、弾薬を自力で引き込む装弾のカラクリが開発される以前の連発式火器であるガトリング砲では、上側から重力により弾薬を落とし込む自重落下型（あるいはホッパー型）が採用された。近代以後でも弾薬が大型で重い20-40mmクラスの対空機関砲などには、何発かまとめたクリップを次々と上から載せていく方式の固定式弾倉（ホッパー式）がある。日本の十一年式軽機関銃も、小火器としては珍しくこの方式で、5発ずつクリップにまとまった実包を重ね装填していくが、ホッパー弾倉自体は保管や運搬、整備のため容易に取り外すことができる。